# Leni Oslob

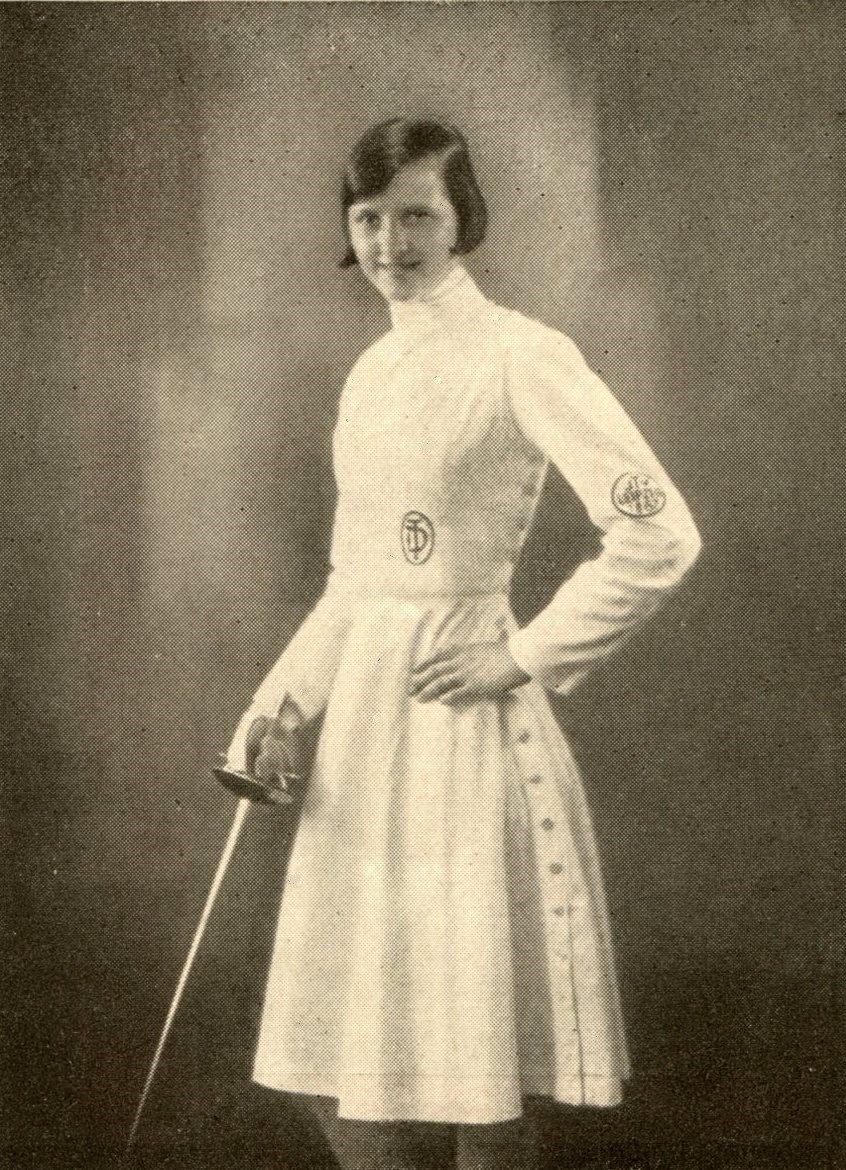
Leni Oslob
Florettfechterin 1932

Elise Helene „Leni“ Oslob, später Höfer-Oslob (* 9. November 1909 in Leipzig; † 20. August 1949 ebenda) war eine deutsche Florettfechterin, deutsche Meisterin und Weltmeisterin mit der Mannschaft. Sie focht beim TSV 1867 Leipzig.

## Erfolge
Oslob lernte das Fechten in Leipzig und war Mitglied des TuSB 1867 Leipzig. In Leipzig waren in der Vorkriegszeit mehrere Fechttrainer aktiv und brachten eine Reihe erfolgreicher Fechter hervor.
Sie gewann mit der Damenflorettmannschaft insgesamt drei Medaillen bei den Europameisterschaften, die zu dieser Zeit auch für Teilnehmer außerhalb Europas offen waren und als Vorläufer der erstmals 1937 ausgetragenen Weltmeisterschaften gelten. 1934 wurde sie in Warschau zusammen mit Hedwig Haß, Henni Jüngst und Olga Oelkers Zweite, 1935 erfocht dieselbe Mannschaft die Bronzemedaille bei den Internationalen Meisterschaften in Lausanne. In San Remo 1936 gewann das deutsche Quartett schließlich Gold vor Ungarn und Österreich. Sie nahm ebenfalls 1935 an einem Länderkampf gegen Dänemark teil sowie an den Weltmeisterschaften 1937 in Paris.
1937 wurde Oslob deutsche Meisterin im Dameneinzel, 1934, 1940, 1941 und 1943 belegte sie jeweils den zweiten Platz, 1932 und 1935 wurde sie Dritte.
Beim Jubiläumsturnier des TuSB 1867 Leipzig 1932 wurde Oslob Dritte. 1929 gewann sie das Mitteldeutsche Damen-Fechtturnier in Dresden, 1935 das Torgauer Fechtturnier. 1937 siegte sie bei einem internationalen Turnier in Graz.
Ihr Mann, Kurt Heinz Höfer, fiel im Zweiten Weltkrieg. Sie heirateten 1940 in Leipzig. Leni Höfer-Oslob starb als Witwe an Unterleibskrebs mit nur 40 Jahren.